# 橿丸
橿丸（かしまる）は、1940年（昭和15年）に大阪造船所で建造された日本の小型貨物船。太平洋戦争中にニュージョージア島沿岸で空襲により撃沈され、残骸はスクーバダイビングスポットになっている。

## 船歴
1940年4月30日に竣工検査を完了した。当時の日本で「海上トラック」（海トラ）と俗称された小型貨物船である。船体は鋼製、小型貨物船にありふれた船尾機関型で、動力として神戸発動機製作所が1939年（昭和14年）7月に製造した4ストロークディーゼルエンジンを搭載している。船主は東和汽船で、当時は日本統治下だった関東州の大連港に船籍を置いていた。
日中戦争中の1940年12月5日に日本海軍により海軍省一般徴用船として佐世保鎮守府所管で徴用され、太平洋戦争勃発後の1943年（昭和18年）6月1日時点では第八艦隊配属の雑用船として使用されていた。本船を始めとする日本海軍徴用の海上トラックは、ソロモン諸島の戦いで日本軍が劣勢となり制空権・制海権を失いつつあった時期に、駆逐艦による鼠輸送を補うため、月暗期を利用した夜間の前線輸送に従事した。例えば、本船は、1943年4月30日と5月6日にニュージョージア島バイロコ港への食料輸送に成功、次の月暗期にも5月29日と6月5日にコロンバンガラ島方面への輸送を成功させている。駆逐艦に比べ本船のような海上トラックは搭載力が大きく、6月5日の回だけで人員約90人と物資約255トンを一挙に揚陸するなど貢献は大きかった。『戦史叢書』においても、低速かつ無防備な状態で困難な輸送任務に当たった海上トラック乗員の勇敢さは、駆逐艦の乗員に勝るとも劣らないと評されている。
本船の最期は、1943年7月2日、3日前から始まったニュージョージア島の戦いの最中、ニュージョージア島バイロコ港へ輸送任務に赴いて碇泊していたところ、アメリカ陸軍航空軍のB-25爆撃機およびアメリカ海軍のF4U戦闘機による空襲を受け、沈没した。船員1名が戦死した。本船の沈没後、日本海軍のニュージョージア島に対する海上輸送は、第1根拠地隊所属の徴用漁船による舟艇輸送が中心となった。
沈没地点は水深17mと浅く、干潮時には水面からマストが突き出た状態となる。沿岸の浅い海域に残骸が残っているため、初心者でも沈船ダイビング（en）が可能なダイビングスポットとして太平洋戦争終結後には観光資源になった。ニュージョージア島ムンダを拠点とする沈船ダイビングツアーにも組み込まれている。